# Фридрих VII
Фридрих VII фон Цолерн (на немски: Friedrich VII von Zollern, † сл. 6 октомври 1309) е от 1298 до 1309 г. граф на Цолерн от линията Цолерн-Цолерн.
Той е големият син на граф Фридрих VI († 1298) и Кунигунда фон Баден (1265 – 1310), дъщеря на маркграф Рудолф I фон Баден.
Той последва баща си през 1298 г. като граф на Цолерн. Фридрих VII се жени през 1298 г. за графиня Еуфемия фон Хоенберг († 1333), дъщеря на граф Албрехт II фон Хоенберг. Бракът е организиран от крал Рудолф I. След смъртта му е последван от брат му Фридрих VIII († 1333).

## Деца
- Фритцли * († ок. 1313), господар на Цолерн
- Албрехт († ок. 1320)